# 이진 로그

양의 실수 x에 대한 y = log_{ 2} x 함수의 그래프

수학에서 이진 로그 (binary logarithm)는 밑이 2인 로그이다. log 2  또는 lb로 표기하며, 2의 거듭제곱의 역함수이다. 양의 실수 n과 실수 x에 대하여 x = log 2 n은 2x = n이라는 것과 같다.
{\displaystyle x=\log _{2}n\quad \Longleftrightarrow \quad 2^{x}=n.}
예를 들어 log 2 1 = 0, log 2 2 = 1, log 2 4 = 2, log 2 32 = 5이다.

## 같이 보기
- 로그
- 자연로그
- 상용로그